# Застава Бахама
Застава Бахама је приближно подељена у односу 1:2. Црни троугао на левој страни представља заједништво 300 000 становника Бахама које је углавном афричког порекла. Део заставе десно од троугла је подељен на три хоризонтална поља исте величине. плава поља на врху и у дну представљају Карипско море и Атлантски океан, док златно поље у средини представља Сунце и песак између њих. Застава је прихваћена 10. јула 1973. Цивилна застава се састоји од црвеног поља на коме је бели крст док се у горњем левом углу налази државна застава. 

## Галерија
- Цивилна застава Бахама
- Цивилна морнаричка застава Бахама
- Морнаричка застава Бахама
- Краљевска стандарта Бахама
- Застава крунске колоније Бахамских острва
1869−1904
- Застава крунске колоније Бахамских острва
1904−1923
- Застава крунске колоније Бахамских острва
1923−1953
- Застава крунске колоније Бахамских острва
1953−1964
- Застава крунске колоније Бахамских острва
1964−1973